# The Nobel Peace Prize and the Dalai Lama (könyv)
A The Nobel Peace Prize and the Dalai Lama (magyarul: A Nobel-békedíj és a dalai láma) című könyvben szerepel a 14. dalai lámának, Tendzin Gyacónak ítélt Nobel-békedíj kihirdetése, a dalai láma kezdeti megjegyzései, a Nobel-bizottság nyilatkozata, a dalai láma díjátvételkor tartott beszéde, a pénzdíj használatáról kiadott nyilatkozat, a dalai láma Nobel-békedíj előadása, valamint egyéb hozzáfűzések a Nobel-bizottságtól.

## Háttér
A magas rangú tibeti lámának 1989. december 10-én odaítélt Nobel-békedíjat a Nobel-bizottság a dalai láma Tibet szabadságáért folytatott küzdelméért és az erőszak helyett a békés megoldásért tett erőfeszítéseiért adta. A Nobel-bizottság elnöke elmondása szerint részben Mahátma Gandhi emlékének szól a díj. Elfogadó beszédében a dalai láma kritizálta Kínát az 1989-es Tiananmen téri diáktüntetések erőszakos elfojtása miatt. Elmondta, hogy ennek ellenére az erőfeszítéseik nem voltak hiábavalóak. Beszédének középpontjában az állt, hogy kiemelten fontosnak tartja az erőszakmentességet, valamint reméli, hogy a jövőben párbeszédet fog tudni kezdeményezni Kínával, és sikerül megoldást találni a problémákra.
Az 1988-ban kiadott könyvnek magyar nyelvű kiadása nem jelent meg.